# CoryxKenshin
Cory DeVante Williams (né le 9 novembre 1992), connu en ligne sous le nom de CoryxKenshin, est un YouTuber, écrivain et acteur américain. Williams a rejoint YouTube le 26 avril 2009. Connu pour ses parties comiques de jeux d'horreur, Williams a été classé quatrième meilleur créateur aux États-Unis en 2021. Cory est revenu d'une pause d'un an le 16 décembre 2024 et a mis en ligne sa dernière vidéo le 5 mai 2025.

## Carrière sur Internet
Williams a commencé à publier des vidéos sur YouTube en 2009,. Bien qu'il ait initialement créé des sketches comiques, Williams a commencé à jouer dans des films d'horreur populaires des jeux tels que « Five Nights at Freddy's » (2014) et « Bloodborne » (2015), et la création de la série de courts métrages d'horreur « Spooky Scary Sunday »,. Il a également joué à des jeux vidéo d'autres genres et à des jeux AAA tels que « Elden Ring » (2022),. Sa vidéo du jeu de rythme F